# Bastide Neuve
Pour les articles homonymes, voir Bastide.
La Bastide Neuve est une bastide provençale, du haut du hameau des Bellons de la commune d'Allauch, entre le massif du Garlaban et la sortie du village de la Treille (actuel quartier du 11e arrondissement de Marseille dans les Bouches-du-Rhône en Provence. Elle est célèbre pour être le lieu de mémoire littéraire des vacances familiales des souvenirs d'enfance de l'écrivain-cinéaste Marcel Pagnol.

## Histoire
Dans ses écrits biographiques romancés, Marcel Pagnol (1895-1974) fait de cette demeure provençale, située à la sortie du village de La Treille, à la périphérie de Marseille et d'Aubagne, et des collines environnantes du massif du Garlaban, le souvenir du paradis de son enfance heureuse, où se déroulent avec son frère Paul Pagnol et son grand ami Lili des Bellons, les plus beaux épisodes de ses célèbres romans autobiographiques à succès : La Gloire de mon père et Le Château de ma mère, de 1957.

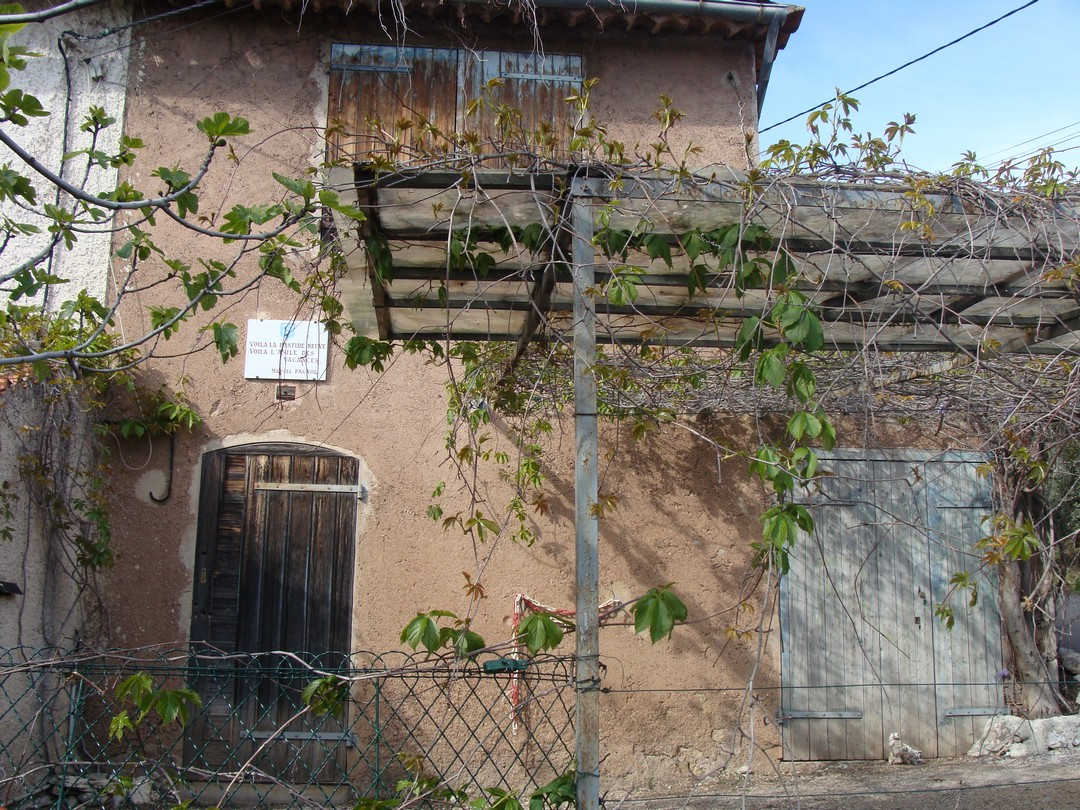
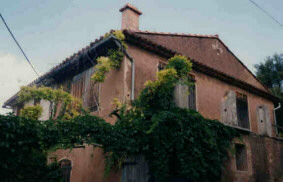

« Je suis né dans la ville d'Aubagne, sous le Garlaban couronné de chèvres, au temps des derniers chevriers. »

— Marcel Pagnol, La Gloire de mon père.

## La«villa dans la colline»
En 1904, soucieux de la santé fragile de son épouse Augustine, Joseph Pagnol décide de louer, avec son beau-frère Jules « une villa dans la colline, juste au bord d'un désert de garrigue qui va d'Aubagne jusqu'à Aix ». 
« La maison s'appelait La Bastide Neuve, mais elle était neuve depuis bien longtemps. C'était une ancienne ferme en ruine, restaurée trente ans plus tôt par un monsieur de la ville (…) »

La Treille et les collines enchantées de Pagnol du massif du Garlaban
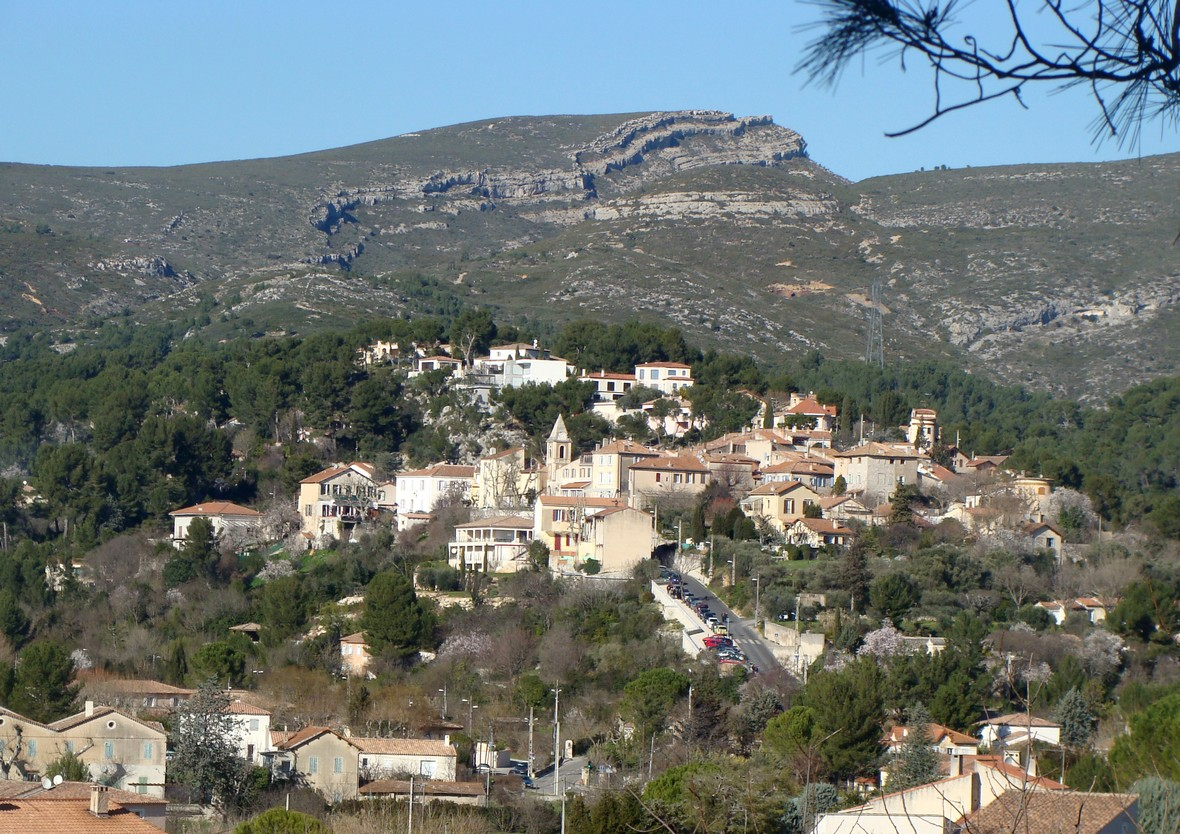
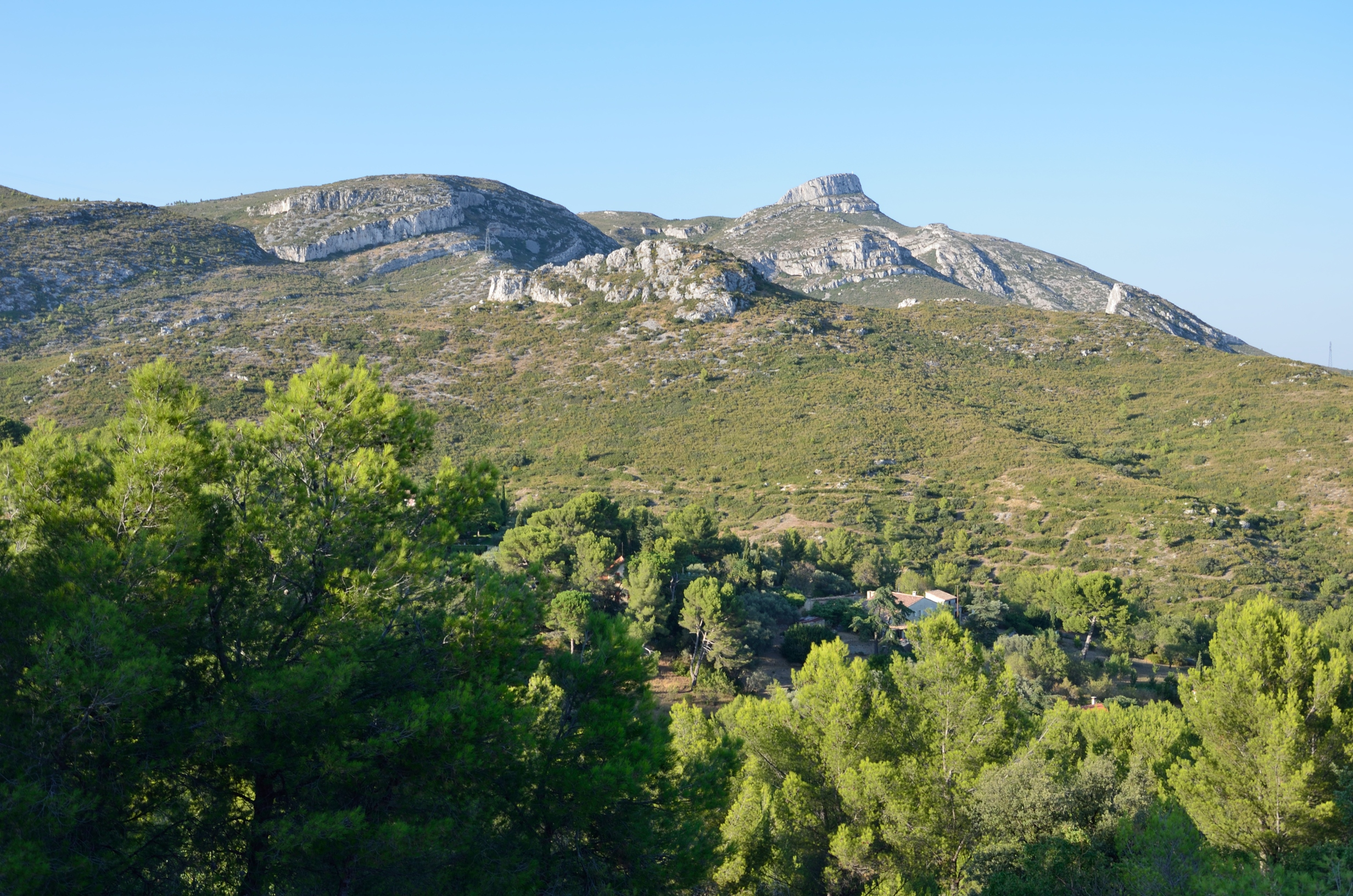
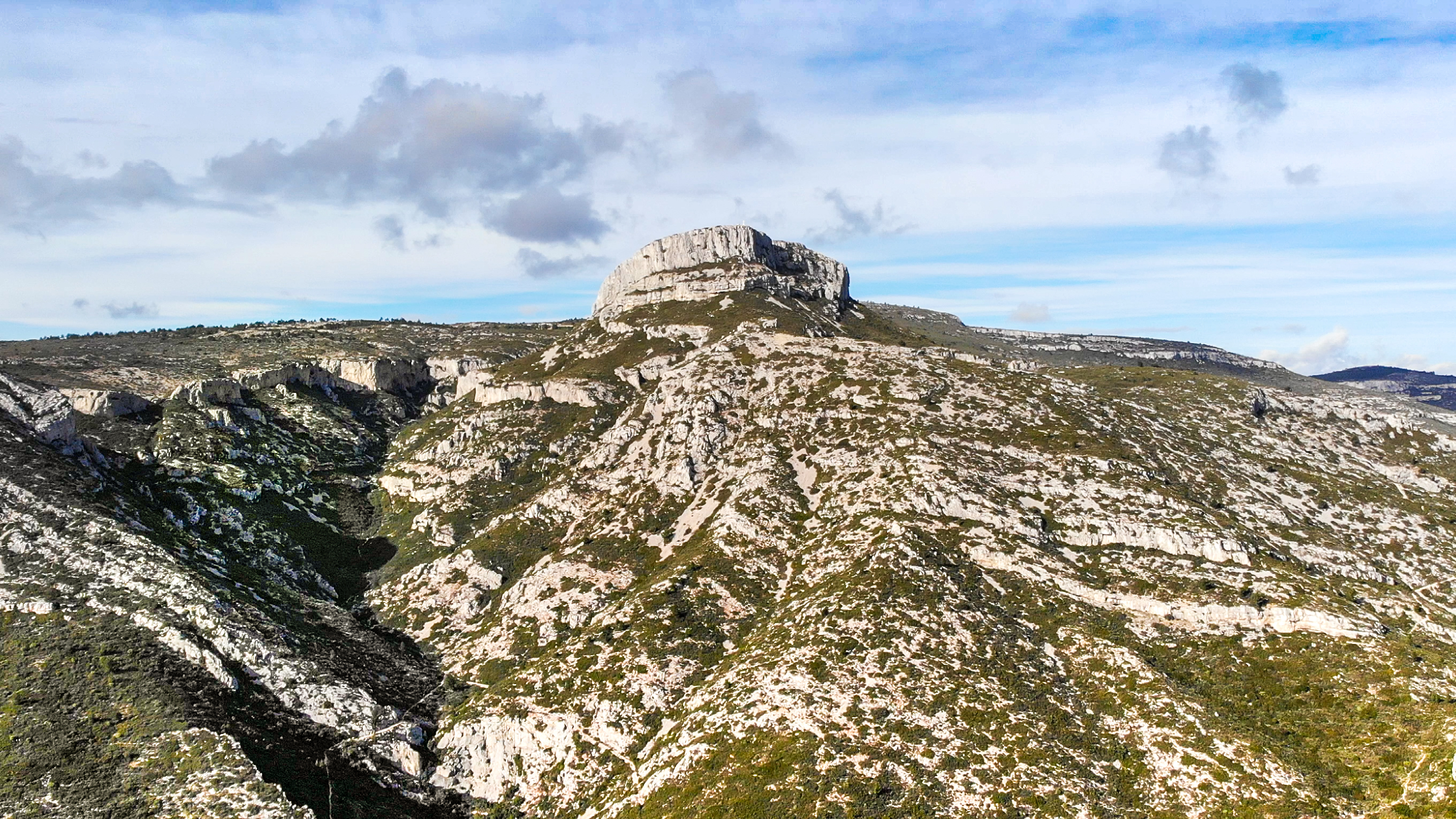
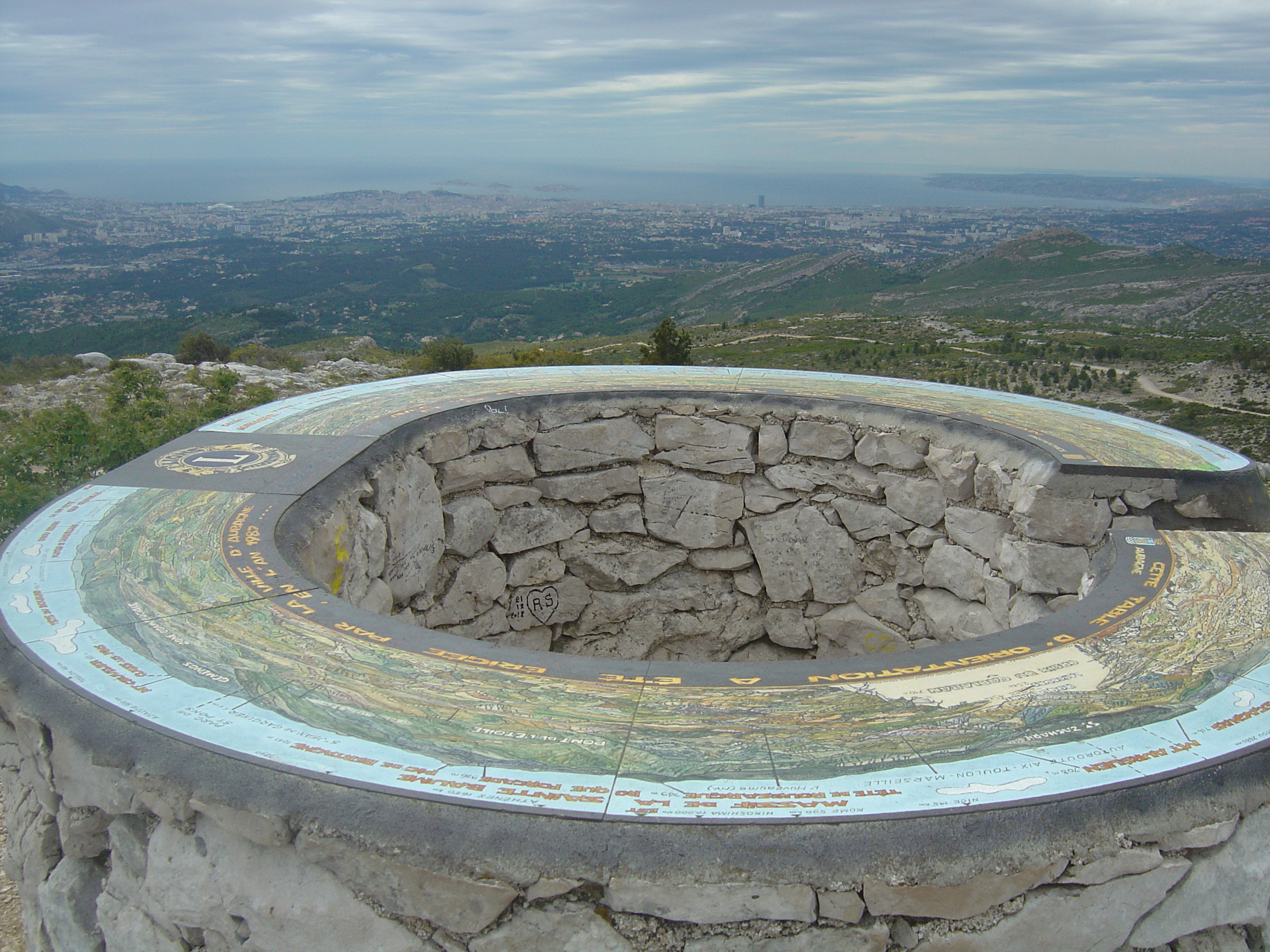

Lorsqu'ils arrivèrent pour la première fois à la Bastide Neuve, Joseph déclara solennellement : « Voilà la Bastide Neuve. Voilà l'asile des vacances » ». Marcel ajoute : « Alors commencèrent les plus beaux jours de ma vie ».
« Ici, le bonheur coulait de source, simple comme bonjour. »

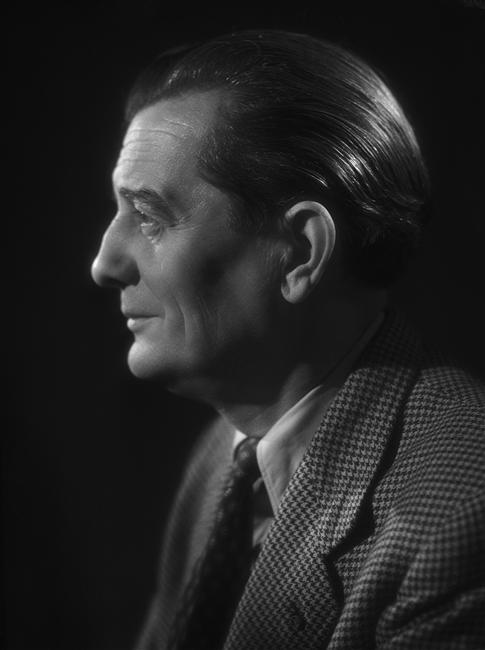
Marcel Pagnol, en 1948

Elle comportait au rez-de-chaussée une cuisine avec « l'eau à la pile » (à l'évier, depuis une citerne adossée à la maison) — « un luxe extraordinaire » — et « une immense salle à manger (qui avait bien cinq mètres sur quatre) », et à l'étage quatre chambres. 
« Un grand figuier sert de treille pour les repas éclairés le soir d’une lampe tempête. A l’intérieur se trouve une salle à manger avec cheminée et un escalier mène aux chambres à l’étage. »
Les « chères collines de garrigue enchantées » de Pagnol, du massif du Garlaban, commencent à la sortie du village 

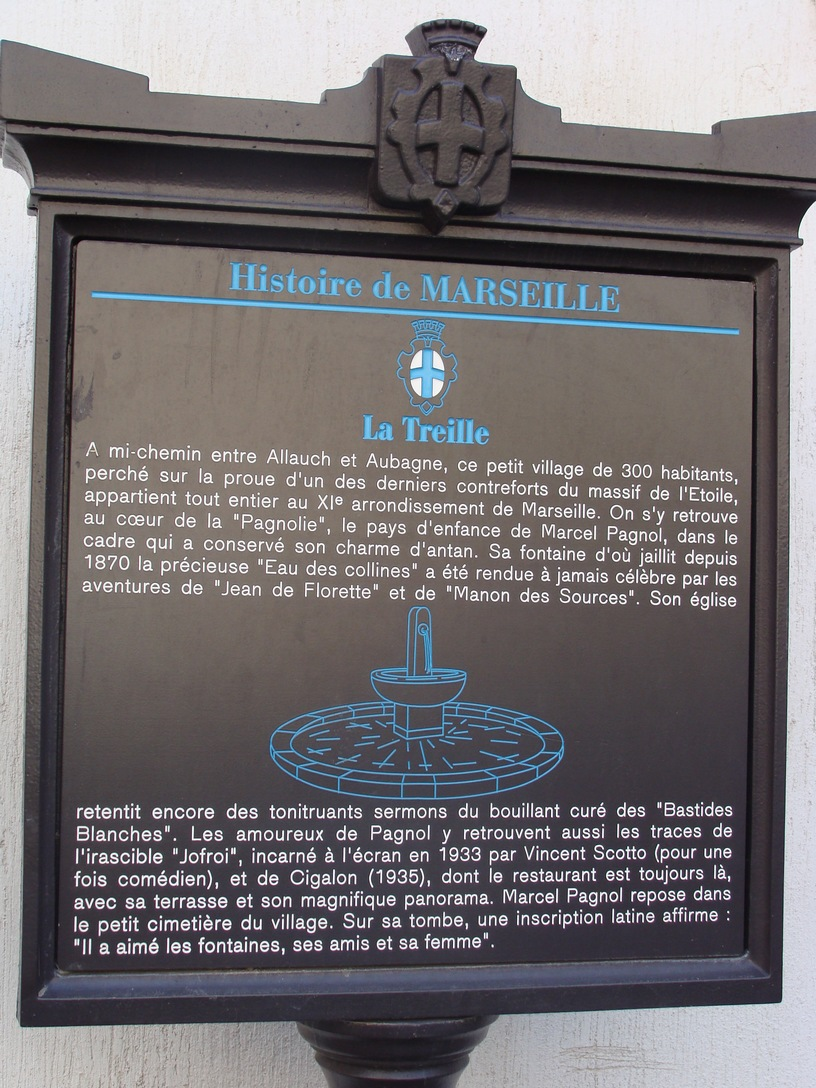
La Treille (11e arrondissement de Marseille).

« Alors, nous sortîmes du village, et commença la féerie. Je sentis naître un amour qui devait durer toute ma vie. »

## «Le chemin des vacances»
Pour se rendre à la Bastide neuve depuis leur logement marseillais, la famille Pagnol devait d'abord prendre le tramway jusqu'à la Barasse, puis parcourir plusieurs kilomètres à pied. Rencontrant un jour Bouzigue, un ancien élève de Joseph devenu piqueur au Canal de Marseille, il eut avec lui cet échange : 
« 
— Tu ne sais pas que nous allons très loin.
— Je parie que vous allez aux Accates.
— Plus loin.
— Alors aux Camoins ?
— Plus loin.
— Vous n'allez pas dire que vous allez à la Treille ?
— Nous traversons le village, dit mon père, mais nous allons encore plus loin.
— Mais après La Treille il n'y a plus rien !
— Si, dit mon père, il y a Les Bellons.
 »
Bouzigue leur ayant ouvert les portes permettant de suivre les rives du canal à travers plusieurs propriétés, le trajet s'en trouva notablement raccourci : « Nous venons de faire en vingt-quatre minutes, un parcours qui nous prend d'habitude une heure quarante-cinq. »
Joseph faisait miroiter à Marcel un autre espoir : au bord de la route des Quatre-Saisons, 
« Dans l'herbe, s'allongeaient d'immenses barres de fer, toutes rouillées. — Qu'est-ce que c'est ? demandai-je — Des rails, dit mon père. les rails de la nouvelle ligne de tramway ! Il ne reste plus qu'à les mettre en place ! (...) Je te parie qu'avant six mois le tramway nous déposera à la Croix, c'est-à-dire à six cents mètres d'ici : il ne restera pas une heure de marche. »

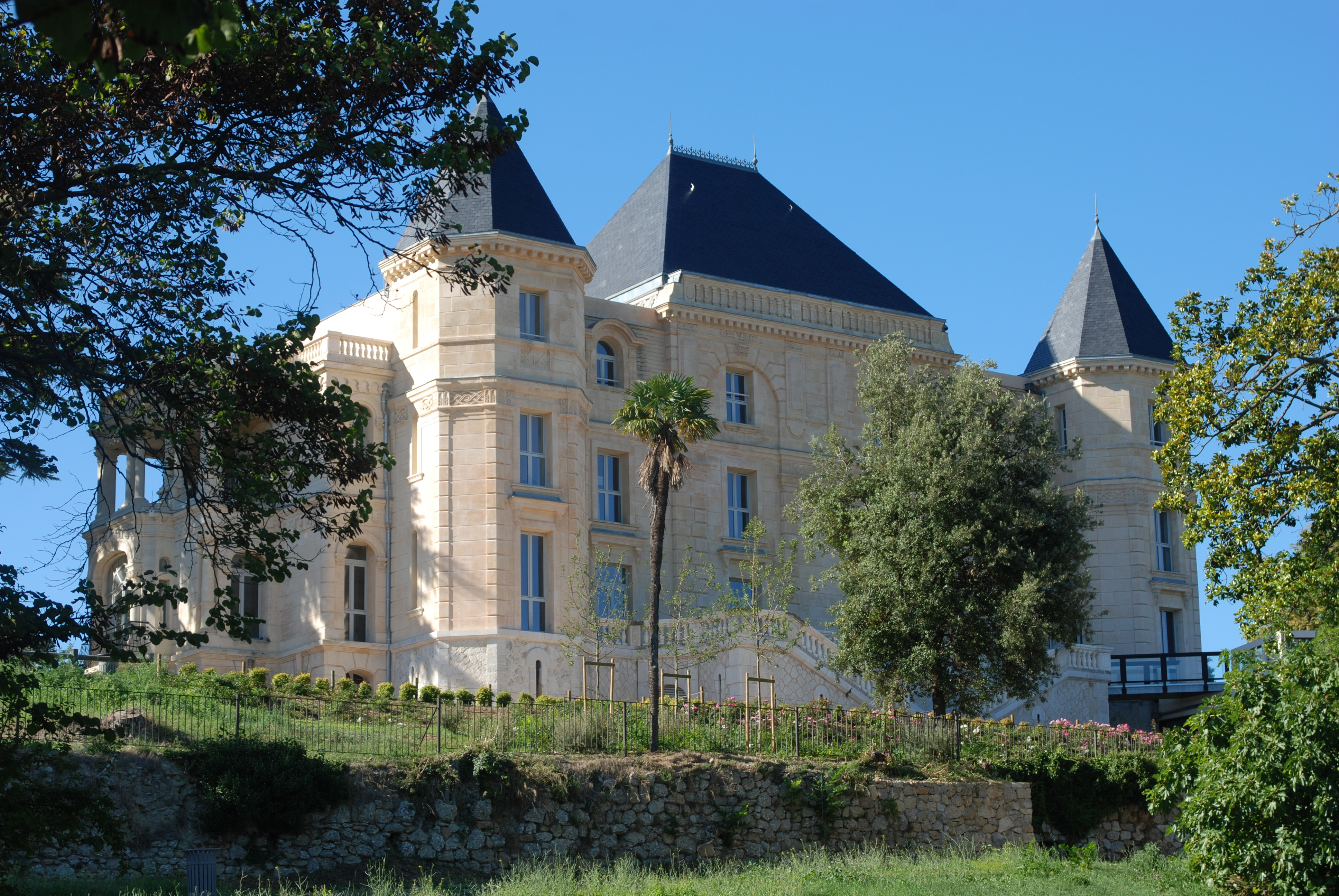
Château de la Buzine (Le Château de ma mère) sur le raccourci du chemin des vacances vers La Treille.

Pagnol ne dit pas si cette prophétie se réalisa à temps pour qu'ils en profitent.
Marcel Pagnol tourne dans les collines environnantes, de nombreuses scènes de son importante œuvre cinématographique, où un « sentier Pagnol » lui est dédié. Il repose à ce jour avec la plupart des membres de sa famille Pagnol au cimetière de la Treille.

## Littérature

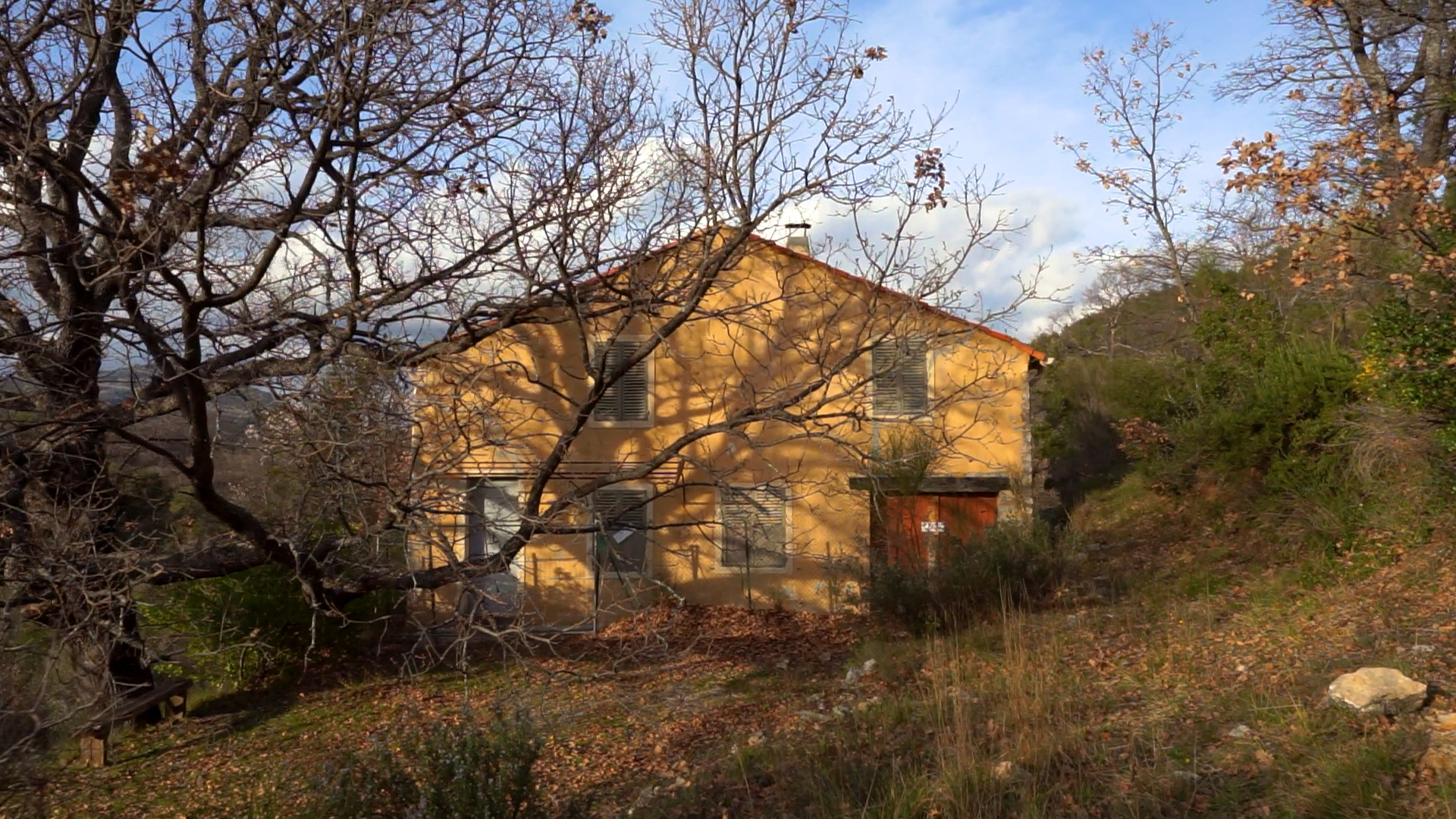
La Bastide de substitution du massif de l'Étoile voisin, servie de décors pour le tournage des films La Gloire de mon père, Le Château de ma mère d'Yves Robert en 1990

- 1957 : La Gloire de mon père, des Souvenirs d'enfance de Marcel Pagnol
- 1957 : Le Château de ma mère, des Souvenirs d'enfance de Marcel Pagnol

## Cinéma
Dans les adaptations cinématographiques La Gloire de mon père, Le Château de ma mère d'Yves Robert (1990) et Le Temps des secrets de Christophe Barratier (2022), le tournage a eu lieu dans une bastide de substitution du domaine de Pichauris, à Allauch, entre le massif de l'Étoile et le Garlaban.
- 1990 : La Gloire de mon père (film), d'Yves Robert.
- 1990 : Le Château de ma mère (film), d'Yves Robert.
- 2022 : Le Temps des secrets (film), de Christophe Barratier.